# Шампу
Шампу (фр. Champoux) насеље је и општина у источној Француској у региону Франш-Конте, у департману Ду која припада префектури Безансон.
По подацима из 2011. године у општини је живело 90 становника, а густина насељености је износила 30,2 становника/km². Општина се простире на површини од 2,98 km². Налази се на средњој надморској висини од 370 метара (максималној 517 m, а минималној 305 m).

## Демографија
| 1962. | 1968. | 1975. | 1982. | 1990. | 1999. | 2011. |
| ----- | ----- | ----- | ----- | ----- | ----- | ----- |
| 44    | 57    | 46    | 50    | 54    | 80    | 90    |

График промене броја становника у току последњих година